# Округ Дунајска Стреда
Округ Дунајска Стреда (слч. Okres Dunajská Streda) округ је у Трнавском крају, у Словачкој Републици. Административно средиште округа је град Дунајска Стреда.

## Географија
Налази се у јужном дијелу Трнавског краја.
Граничи:
- на сјеверу је Округ Галанта,
- источно Њитрански крај,
- западно Братиславски крај,
- јужно Мађарска.

Клима је умјерено континентална.

## Становништво
| Година:    | 1994.   | 2004.   | 2014.   | 2024.   |
| ---------- | ------- | ------- | ------- | ------- |
| Број људи: | 110 887 | 114 217 | 118 499 | 127 827 |
| Разлика:   |         | +3,00 % | +3,74 % | +7,87 % |

| Година:    | 2023.   | 2024.   |
| ---------- | ------- | ------- |
| Број људи: | 127 025 | 127 827 |
| Разлика:   |         | +0,63 % |

Према подацима о броју становника из 2011. године округ је имао 116.865 становника. Мађари су већинско становништво.
| Етнички састав (2011)‍ | Етнички састав (2011)‍ | Етнички састав (2011)‍ | Етнички састав (2011)‍ | Етнички састав (2011)‍ |
| --------------------- | --------------------- | --------------------- | --------------------- | --------------------- |
|                       |                       |                       |                       |                       |
| Мађари                | Мађари                |                       | 0                     | 74,98%                |
| Словаци               | Словаци               |                       | 0                     | 19,54%                |
| Роми                  | Роми                  |                       | 0                     | 1,59%                 |
| остали, непознато     | остали, непознато     |                       | 0                     | 3,89%                 |

## Насеља
У округу се налази три града и 64 насељена мјеста. Градови су Вељки Медјер, Дунајска Стреда и Шаморин.